# Fast Layne
Fast Layne é uma mini-série de comédia americana criada por Travis Braun que estreou no Disney Channel a 15 de fevereiro de 2019. A série é protagonizada por Sophie Pollono, Sofia Rosinsky, Brandon Rossel e Winslow Fegley.

## Sinopse
A vida de Layne Reed é perfeitamente organizada até descobrir VIN, um carro falante com muita personalidade, escondido no abrigo perto da sua casa. Com a ajuda de Zora, a sua vizinha excêntrica, e de Cody, um amigo simpático da escola de Layne com talento para consertar carros, Layne embarca numa aventura de alta velocidade cheia de bandidos, agentes secretos e outras surpresas, tentando desvendar o mistério por trás da criação do VIN, porém Mel, o primo mais novo de Layne, está determinado a revelar o seu segredo.

## Produção
A série foi confirmada a 9 de março de 2018. É produzida pelo Disney Channel e pela Lakeshore Productions. Os produtores da série são Matt Dearborn e Tom Burkhard. O diretor da produção é Hasraf Dulull, enquanto Brian Hamilton e Travis Braun são produtores executivos adicionais e Ian Hay é produtor. Braun também criou a série.
A série é filmada na cidade de Vancouver em Maple Ridge, Columbia Britânica, Canadá. As gravações começaram a 19 de fevereiro de 2018 e terminaram a 27 de abril de 2018.
A 11 de outubro de 2018, foi lançada a primeira promo da série.

## Elenco e Dobragem/Dublagem
| Ator/Atriz                | Personagem                | Dobragem                  | Dublagem                  |
| Personagens Protagonistas | Personagens Protagonistas | Personagens Protagonistas | Personagens Protagonistas |
| ------------------------- | ------------------------- | ------------------------- | ------------------------- |
| Sophie Pollono            | Layne Reed                | Carla Garcia              | Anna Giulia Chantre       |
| Sofia Rosinsky            | Zora Morris               | Joana Castro              | Isadora Infante           |
| Brandon Rossel            | Cody Castillo             | João Cachola              | Gustavo Luiz              |
| Winslow Fegley            | Mel George                | Vânia Pereira             | Arthur Valadares          |
| Personagens Recorrentes   |                           |                           |                           |
| Nate Torrence (voz)       | VIN                       | Gonçalo Carvalho          | Thiago Longo              |
| Enid-Raye Adams           | Cheryl Reed               | Solange Santos            | Mabel Cezar               |
| David Milchard            | Rob Reed                  | Carlos Macedo             | André Sauer               |
| Diana Bang                | Kwon                      | Adriana Moniz             | Lia Mello                 |
| Ty Consiglio              | Jasper Marr               | Tiago Retrê               | Lipe Volpato              |
| Caitlin Howden            | Betty George              | Sandra de Castro          | Veridiana Benassi         |
| Michael Adamthwaite       | Riggins                   | Tiago Retrê               | —                         |
| Reese Alexander           | Diretor Mugbee            | Rui Quintas               | —                         |
| Personagens Menores       |                           |                           |                           |
| Anna Cathcart             | Anna                      | —                         | —                         |
| Adrian Petriw             | Alonzo                    | —                         | —                         |

## Episódios
| Temporada | Temporada | Episódios | Exibição original       | Exibição original   | Exibição em Portugal | Exibição em Portugal | Exibição no Brasil   | Exibição no Brasil  |
| Temporada | Temporada | Episódios | Estreia de temporada    | Final de temporada  | Estreia de temporada | Final de temporada   | Estreia de temporada | Final de temporada  |
| --------- | --------- | --------- | ----------------------- | ------------------- | -------------------- | -------------------- | -------------------- | ------------------- |
|           | 1         | 8         | 15 de fevereiro de 2019 | 31 de março de 2019 | 17 de maio de 2019   | 21 de junho de 2019  | 1 de maio de 2019    | 22 de junho de 2019 |

### 1.ª Temporada (2019)
| # | # | Titulo                                                                                     | Dirigido por        | Escrito por                     | Estreias                                                      | Código de produção | Audiência (em milhões) |
| --- | - | ------------------------------------------------------------------------------------------ | ------------------- | ------------------------------- | ------------------------------------------------------------- | ------------------ | ---------------------- |
| 1 | 1 | "Km 1: A Voz no Abrigo (PT) Milha 1: A Voz no Galpão (BR)" "Mile 1: The Voice in the Shed" | Hasraf Dulull       | Travis Braun                    | 15 de fevereiro de 2019 17 de maio de 2019 1 de maio de 2019  | 101                | 0.93                   |
| A vida de Layne Reed é perfeitamente organizada até descobrir VIN, um carro falante com muita personalidade, escondido no abrigo perto da sua casa.                  |   |                                                                                            |                     |                                 |                                                               |                    |                        |
| 2 | 2 | "Km 2: Pago para Andar (PT) Milha 2: Pagar para Dirigir (BR)" "Mile 2: Paid to Drive"      | Hasraf Dulull       | Tom Burkhard                    | 17 de fevereiro de 2019 17 de maio de 2019 11 de maio de 2019 | 102                | 0.56                   |
| Layne e Zora precisam rapidamente de dinheiro para substituírem uma peça de VIN, por isso, inscrevem-no numa aplicação de partilha de carros.                        |   |                                                                                            |                     |                                 |                                                               |                    |                        |
| 3 | 3 | "Km 3: O VIN Fica Louco (PT) Milha 3: VIN fica Selvagem (BR)" "Mile 3: VIN Goes Wild"      | Joe Menendez        | Matt Dearborn                   | 24 de fevereiro de 2019 24 de maio de 2019 18 de maio de 2019 | 103                | 0.49                   |
| Apesar de ter descoberto um grande segredo, Layne tenta manter-se concentrada na sessão de cinema planeada para a sua campanha.                                      |   |                                                                                            |                     |                                 |                                                               |                    |                        |
| 4 | 4 | "Km 4: A Mudança de Layne (PT) Milha 4: Mudando a Layne (BR)" "Mile 4: Changing Laynes"    | Joe Menendez        | Alex Ankeles e Morgan Jurgenson | 3 de março de 2019 31 de maio de 2019 25 de maio de 2019      | 104                | 0.49                   |
| VIN tenta perceber o seu lugar enquanto Layne se esforça por ultrapassar um desafio proposto pelo seu adversário.                                                    |   |                                                                                            |                     |                                 |                                                               |                    |                        |
| 5 | 5 | "Km 5: Visita de Estudo (PT) Milha 5: A Viagem (BR)" "Mile 5: Road Trip"                   | Rachel Leiterman    | Travis Braun                    | 10 de março de 2019 7 de junho de 2019 1 de junho de 2019     | 105                | 0.53                   |
| Quando o cacifo de Layne desaparece, ela, Zora e VIN usam o endereço de IP do computador desaparecido para localizar o ladrão.                                       |   |                                                                                            |                     |                                 |                                                               |                    |                        |
| 6 | 6 | "Km 6: Código Laranja (PT)" "Mile 6: Code Orange"                                          | Rachel Leiterman    | Laurie Parres                   | 17 de março de 2019 14 de junho de 2019 8 de junho de 2019    | 106                | 0.43                   |
| O Coronel Hardy decreta um misterioso "Código Laranja". Layne pede a Mel para espiar os seus pais enquanto ela faz o seu último discurso para as eleições da escola. |   |                                                                                            |                     |                                 |                                                               |                    |                        |
| 7 | 7 | "Km 7: Em Fuga (PT)" "Mile 7: On the Run"                                                  | Hasraf "Haz" Dulull | Molly Haldman e Camilla Rubis   | 24 de março de 2019 21 de junho de 2019 15 de junho de 2019   | 107                | 0.61                   |
| Layne e Zora escondem VIN na floresta para o protegerem. VIN começa a sentir-se um fardo para Layne, que tem uma agenda muito ocupada.                               |   |                                                                                            |                     |                                 |                                                               |                    |                        |
| 8 | 8 | "Km 8: Pais Sempre em Cima (PT)" "Mile 8: Helicopter Parents"                              | Hasraf "Haz" Dulull | Matt Dearborn e Tom Burkhard    | 31 de março de 2019 21 de junho de 2019 22 de junho de 2019   | 108                | 0.55                   |
| Layne tem de tomar a decisão mais importante da sua vida. Salvará os pais ou impedirá VIN de ser destruído?                                                          |   |                                                                                            |                     |                                 |                                                               |                    |                        |